# Rákoš (Banská Bystrica)
Rákoš (in ungherese Gömörrákos) è un comune della Slovacchia facente parte del distretto di Revúca, nella regione di Banská Bystrica.